# 奥利维尔·马蒂尔
奥利维尔·马蒂尔（Olivier Marteel，1969年5月10日—）是一名比利时职业斯诺克裁判，他經常在世界斯诺克巡回赛中擔任裁判。
他出生於尼乌波特，现在住在阿尔弗灵厄姆。他于1994年首次获得裁判资格，并于2006年开始在主要职业巡回赛中担任裁判。 2015年世界斯诺克锦标赛的決賽裁判就是奥利维尔·马蒂尔，這也是他首次在世界斯诺克锦标赛決賽上擔任裁判，他也是第一位來自比利时的世界斯诺克锦标赛決賽裁判，也是继扬·维哈斯之后第二位來自欧洲大陆的世界斯诺克锦标赛決賽裁判。  奥利维尔·马蒂尔也是2022年世界司諾克錦標賽的決賽裁判，這是他的第二次擔任決賽裁判。此外他還曾經以比賽選手的身份參加斯諾克比賽。 
奥利维尔·马蒂尔也是一名医护人员，他曾接受过放射科医师培训，並且在2019冠状病毒病疫情期间在比利时担任护士。